# Catastenus ocularis
Catastenus ocularis là một loài tò vò trong họ Ichneumonidae.